# Internationale Messe Poznań
Die Internationale Messe Poznań (IMP; Polnisch: Międzynarodowe Targi Poznańskie, MTP; Englisch: Poznań International Fair, PIF) ist ein Messegebäude in der polnischen Stadt Poznań. Im Jahre 1911 fand in Posen die Ostdeutsche Ausstellung für Industrie, Gewerbe und Landwirtschaft statt. Nach der Wiedergewinnung der Unabhängigkeit durch Polen ist 1921 an dieser Stelle die Internationale Messe Poznań erbaut worden und damit die älteste Messe sowie auch die größte Messe Polens. Mit ca. 145.000 m² Nutzfläche ist sie gleichzeitig die 21. größte Messe der Welt. Davon befinden sich 110.000 m² innerhalb sowie 35.000 m² außerhalb des Gebäudes. Unter den Bauwerken auf dem Messegelände ist die Ausstellungshalle Nr. 11 mit ihrem Spitzturm besonders interessant. Der Turm ist ein Überrest des ehemaligen im Jahre 1911 nach dem Entwurf von Hans Poelzig erbauten Oberschlesischen Turms.

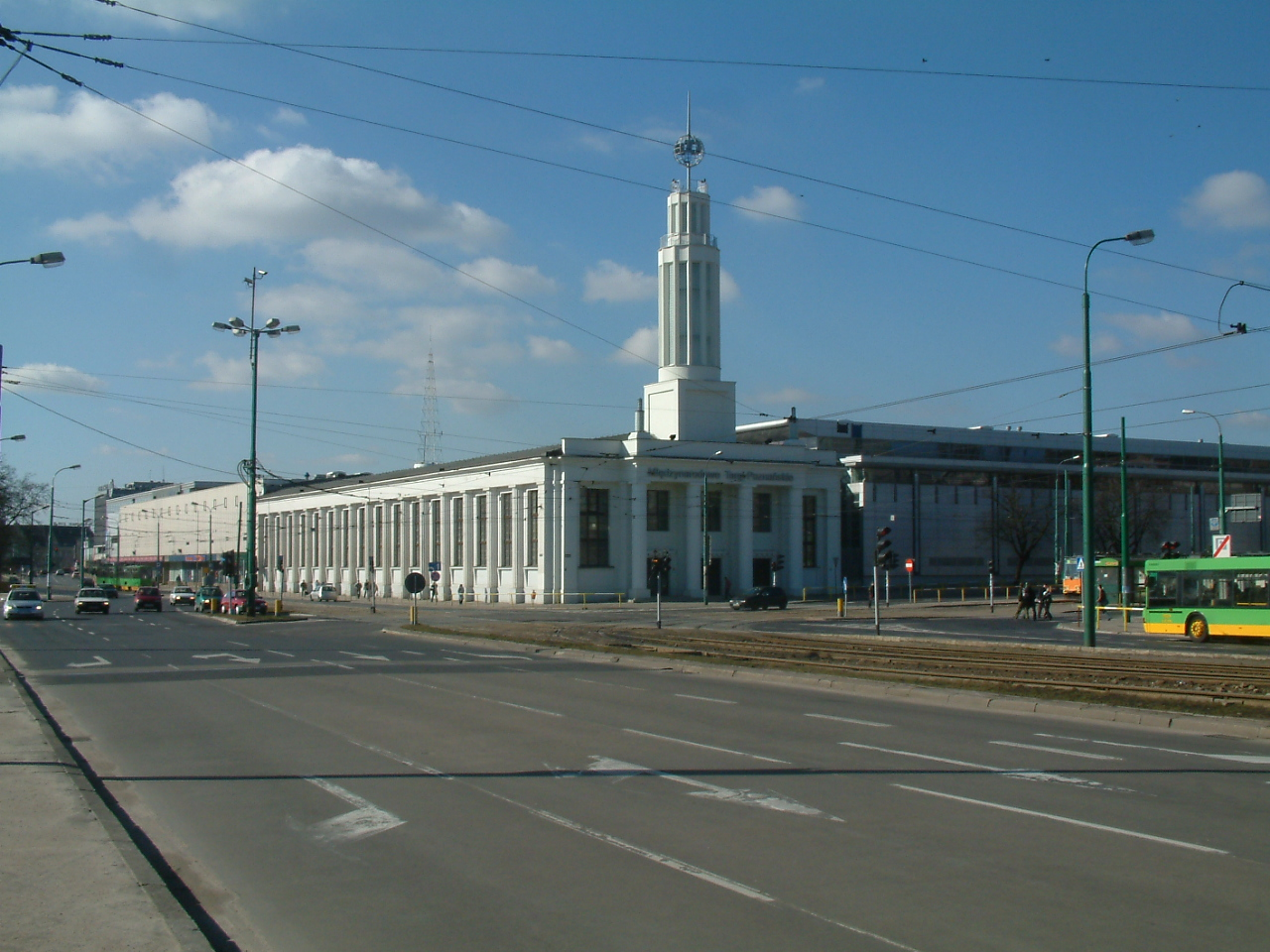
Der 1921 erbaute „Messepalast“ (Pałac targowy)
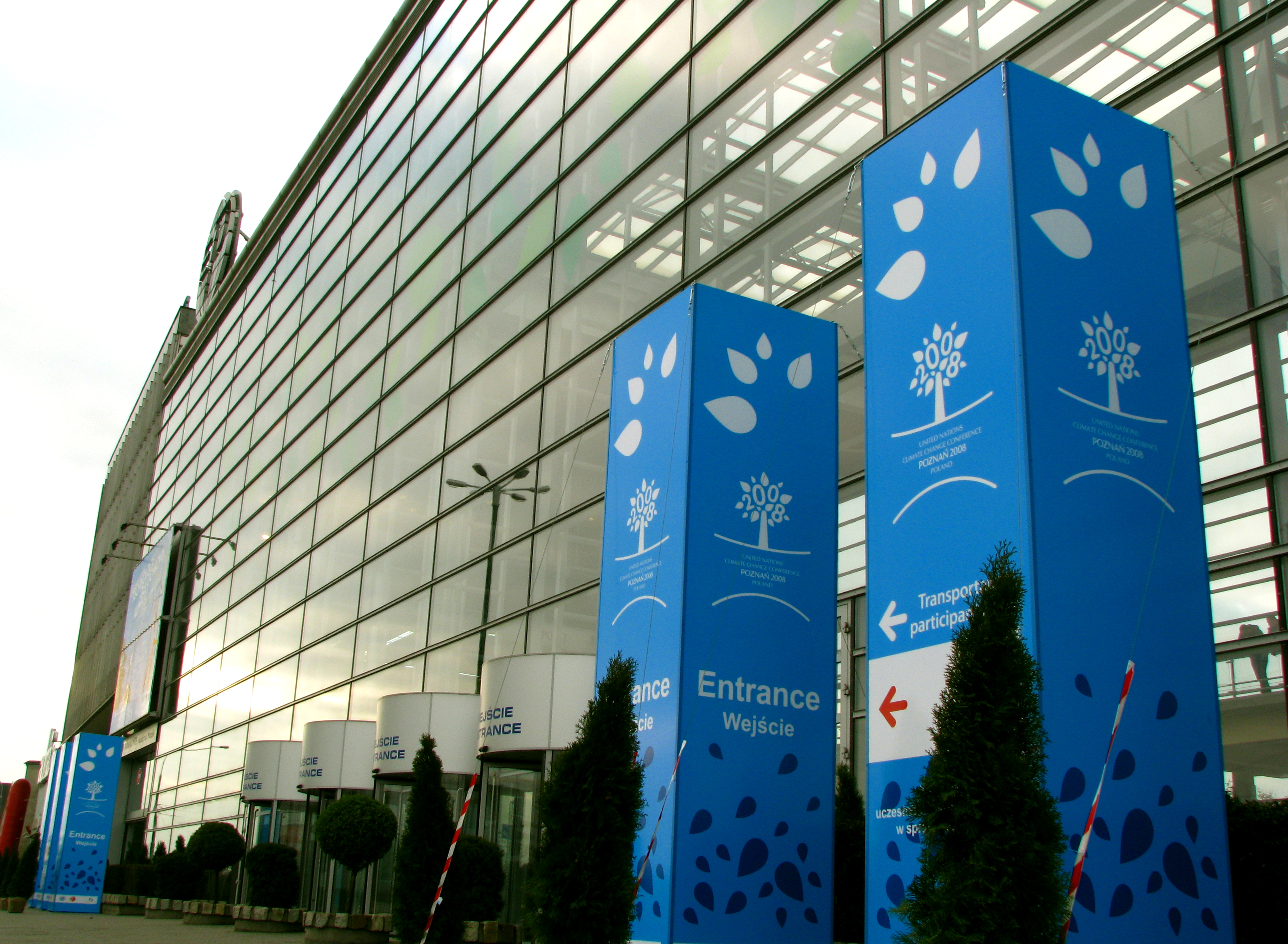
Der Eingangsbereich zur Messe während der UN-Klimakonferenz in Posen 2008